# Bakkaravalli, Belur
Bakkaravalli là một làng thuộc tehsil Belur, huyện Hassan, bang Karnataka, Ấn Độ.